# Hármas járőr
A Hármas járőr (eredeti cím: Patrouille 03 vagy Patrol 3) francia–kanadai–luxemburgi–német televíziós rajzfilmsorozat, amelynek alkotója Mary Mackay-Smith és Merilyn Read volt. A sorozat zenéjét Raymond C. Fabi szerezte. Kanadában 2010. január 9-étől a TVO / TFO vetítette. Magyarországon a TV2 sugározta a TV2 Matiné című műsorblokkban.

## Szereplők
| Szereplő                          | Eredeti hang       | Magyar hang     | Leírás |
| --------------------------------- | ------------------ | --------------- | --- |
| Carmen (sarki róka)               | Laurence Saquet    | Törtei Tünde    | Egy nőstény sarki róka, aki a Hármas Járőr női tagja. A történetben ismeretlen okból motoros székkel jár, ami rengeteg hasznos szerkentyűt rejt.      |
| Shorty / Tökmag (basset hound)    | Sébastien Desjours | Kapácsy Miklós  | Egy basset hound kutya, aki a Hármas Járőr vezére. |
| Wilfred (patkány)                 | ?                  | Csuja Imre      | Egy óriás patkány, aki a Hármas Járőr legmagasabb és legerősebb tagja.                                                                                |
| Pamela Bondani (macska)           | Françoise Pavy     | Bessenyei Emma  | Egy barna nőstény macska, aki Los Diablos korrupt rendőrfőnöke. Nyílt titok, hogy a polgármesteri székre pályázik.                                    |
| Molo professzor (vakond)          | Vincent Violette   | Szűcs Sándor    | Egy kis termetű, rövidlátó vakond, őrült, gonosz tudós, aki Pamelát szolgálja, mióta ő szabadon engedte a börtönből.                                  |
| Alexander polgármester (rozmár)   | Jean-François Kopf | Versényi László | Egy rozmár, Los Diablos városának polgármestere. Ő alkalmazta a Hármas Járőr csapatát Los Diablos rendőrségén, hogy szemmel tartsák a gyanús Pamelát. |
| Snap (krokodil)                   | Mathieu Buscatto   | Forró István    | Egy krokodil autószerelő, aki a Hármas Járőr legjobb barátja. Ő látja el kütyükkel Carmen kerekes székét és a járőrautót. Szerelmes Carmenbe.         |
| Rhino / Agyar hadnagy (orrszarvú) | Alain Flick        | ?               | Egy nagydarab, erős orrszarvú. Gondolkodás nélkül végrehajtja a rendőrfőnök parancsait.                                                               |
| Polgármesterné (rozmár)           | ?                  | Bókai Mária     | Alexander polgármester neje. |
| Joe (bika)                        | ?                  | ?               | Erőszakos maffiózó. |
| Willy (hiéna)                     | ?                  | Vári Attila     | Sunyi, de ügyetlen maffiózó. |

A visszatérő szereplőkön kívül minden epizódban megjelenik valamilyen szörny, amit Molo szabadít Los Diablosra, illetve a városba látogató hírességek.
- További magyar hangok: ?

## Epizódok
|     |   |                                 |  |  |  |
| 1.  | ? | Un hoquet monstre               |  |  |  |
|     |   |                                 |  |  |  |
| 2.  | ? | Le bullomane                    |  |  |  |
|     |   |                                 |  |  |  |
| 3.  | ? | Attention au Gloup              |  |  |  |
|     |   |                                 |  |  |  |
| 4.  | ? | Sérénades en risque majeur      |  |  |  |
|     |   |                                 |  |  |  |
| 5.  | ? | Vas-y Molo!                     |  |  |  |
|     |   |                                 |  |  |  |
| 6.  | ? | Elastopolitain                  |  |  |  |
|     |   |                                 |  |  |  |
| 7.  | ? | Electromonstre                  |  |  |  |
|     |   |                                 |  |  |  |
| 8.  | ? | Diabolik                        |  |  |  |
|     |   |                                 |  |  |  |
| 9.  | ? | Sale temps pour le bronzage     |  |  |  |
|     |   |                                 |  |  |  |
| 10. | ? | Le Zygomastoc                   |  |  |  |
|     |   |                                 |  |  |  |
| 11. | ? | Le Scoumounito                  |  |  |  |
|     |   |                                 |  |  |  |
| 12. | ? | Molo fait des folies            |  |  |  |
|     |   |                                 |  |  |  |
| 13. | ? | Doigts de fée                   |  |  |  |
|     |   |                                 |  |  |  |
| 14. | ? | De toutes les couleurs          |  |  |  |
|     |   |                                 |  |  |  |
| 15. | ? | Molo roule des mécaniques       |  |  |  |
|     |   |                                 |  |  |  |
| 16. | ? | Chantillomonstre                |  |  |  |
|     |   |                                 |  |  |  |
| 17. | ? | L'escamotivore                  |  |  |  |
|     |   |                                 |  |  |  |
| 18. | ? | La patrouille se ramollit       |  |  |  |
|     |   |                                 |  |  |  |
| 19. | ? | Superbatmaire contre Godzikong  |  |  |  |
|     |   |                                 |  |  |  |
| 20. | ? | Qui veut la peau de Gigi Rofar? |  |  |  |
|     |   |                                 |  |  |  |
| 21. | ? | Le signe du rapace              |  |  |  |
|     |   |                                 |  |  |  |
| 22. | ? | Le maire qui rétrécit           |  |  |  |
|     |   |                                 |  |  |  |
| 23. | ? | Un monstre de fumée             |  |  |  |
|     |   |                                 |  |  |  |
| 24. | ? | La patrouille s'envole          |  |  |  |
|     |   |                                 |  |  |  |
| 25. | ? | Opération Télévision            |  |  |  |
|     |   |                                 |  |  |  |
| 26. | ? | Ahreu! Ahreu! Monsieur le maire |  |  |  |